# White & Poppe
White & Poppe war ein britischer Hersteller von Einbaumotoren und Motorrädern. Die Firma wurde 1899 in Coventry gegründet. 1919 wurde sie von Dennis Brothers übernommen und schloss ihre Pforten endgültig 1933.

## Gründung
Der Brite Alfred White und der Norweger Peter August Poppe hatten sich 1897 bei der Besichtigung einer Waffenfabrik in Österreich-Ungarn kennengelernt. White schlug Poppe vor, nach Coventry zu übersiedeln, wo die beiden 1899 unter Mitwirkung von Whites Familie die White & Poppe Ltd gründeten. Von den 588 Geschäftsanteilen gehörten 250 Alfred White persönlich, 337 seiner Familie und nur einer Peter August Poppe.

## Motorenbau
Hatte White & Poppe mit der Herstellung von Munition für den zweiten Burenkrieg (1899–1902) begonnen, so meldete die Firma 1900 etliche Patente für Maschinenteile an. Als erster Hersteller propagierten sie eine Gleichteilestrategie im Motorenbau. Ihre Vergaser schafften es als erste, über den gesamten Leistungsbereich ein konstantes Benzin-/Luftgemisch zu liefern.
1903 wurde der erste Motorradmotor, ein Einzylinder mit 80 mm Bohrung und 85 mm Hub (also 427 cm³ Hubraum) vorgestellt. Zwei Jahre später lieferte man auch Motoren mit 2,3 oder 4 Zylindern – bei 80 mm Bohrung und nun 90 mm Hub – also mit Hubräumen von 904–1810 cm³. Diese Motoren gaben zwischen 7 und 14 bhp (5,1–10,2 kW) ab. 1906 gab es schon 22 verschiedene Motorenmodelle. Wichtigster Kunde war Dennis Brothers.
1916 war u. a. auch ein deutsches Luftschiff, die Schütte-Lanz S.L. 11, mit einem Vergaser von White & Poppe ausgestattet.
Von 1902 bis 1919 stellte White & Poppe insgesamt 12.000 Motoren her, wovon 5000 an den Hauptkunden Dennis Brothers geliefert wurden.

## Motorradbau
Ab 1904 bot White & Poppe auch ein eigenes Motorrad an, das mit einem Paralleltwin eigener Produktion ausgestattet war. Der Motor mit 498 cm³ Hubraum und einer Leistung von 5 bhp (3,7 kW), normalerweise luftgekühlt, konnte für den Einsatz in einem Dreirad auch mit einer Wasserkühlung ausgestattet werden.
Mit ihrem Motorrad, das noch bis 1914 in geringen Stückzahlen gebaut wurde, standen sie zum Teil in Konkurrenz zu ihren Motorenkunden.

## Munitionsherstellung und Übernahme
Im Ersten Weltkrieg stellte White & Poppe Munitionskomponenten, vorwiegend aus Aluminium, her. Die Belegschaft stieg von 350 Arbeitern im Jahre 1914 auf 12.000 Arbeiter im Jahre 1918, viele davon Frauen.
Nach Kriegsende verkaufte die Familie White ihre Geschäftsanteile an den wichtigsten Kunden aus Friedenszeiten, Dennis Brothers. Seit dieser Zeit war White & Poppe nur noch eine Abteilung dieser Firma.

## Weiterer Motorenbau, Betriebseinstellung und Verkauf
1921 brachte White & Poppe auch einen kleinen Zweitaktmotor heraus. Bis dahin hatte man nur Viertaktmotoren hergestellt. Das Hauptaugenmerk lag aber auf dem Bau von Automobilmotoren, z. B. für die Morris Motor Company.
1922 verließ Poppe die Firma und wechselte als Chefingenieur zu Rover.
1933 stellte Dennis Brothers den Motorenbau bei White & Poppe ein und große Teile der Fabrik wurde an Swallow Sidecars verkauft.